# خاکستری (فیلم ۲۰۱۱)
خاکستری (به انگلیسی: The Grey) نام فیلمی است به کارگردانی جو کارنهان. این فیلم محصول ۲۰۱۱ و در ژانر دلهره آور (تریلر) روانشناسانه است. فیلمنامهٔ خاکستری برپایهٔ رمانی به نام Ghost Walker اثر ایان مکنزی جفرز و با هم‌کاری نویسندهٔ رمان و کارگردان نگاشته شده‌است. از بازیگران این فیلم می‌توان از لیام نیسون و فرانک گریلو نام‌برد.

## داستان
جان رالف اتوی (با بازی لیام نیسون) در یک پالایشگاه در آلاسکا به پیشه‌ی کشتن گرگ‌های خاکستریِ مزاحم کارکنان اشتغال دارد. او که همسرش را از دست داده تصمیم به خودکشی با شلیک گلوله به دهانش می‌گیرد ، ولی از تصمیمش پشیمان می‌شود. روز پس‌ از آن او با شماری از کارکنان استخراج‌کننده‌ی نفت سوار هواپیما می‌شود تا به منزل بازگردند، ولی هواپیما سقوط می‌کند و همه‌ی سرنشینانش به جز اتوی و شش تن دیگر، کشته می‌شوند. بازماندگان خود را در احاطه‌ی سرما و گرسنگی می‌یابند، ولی به زودی درمی‌یابند که مشکل بزرگتری دارند و آن مشکل وجود گله‌ای از گرگهاست.
گرگ‌ها دو تن از بازماندگان را می‌درند، دیگران برای نجات و با رهبری اتوی-که از گرگ‌ها شناخت دارد- به جنگلی در آن نزدیکی پناه می‌برند. در جنگل یکی دیگر از گرگ‌ها به گروه که دور آتش گردآمده‌اند می‌تازد، ولی آنان گرگ را کشته و در آتش پخته برای زدودن گرسنگی می‌خورند. شب‌هنگام آنان به بحث و گفتگو از جمله درباره‌ی باورهایشان می‌پردازند و اتوی می‌گوید که بی‌خداست ولی دوست داشت که می‌توانست ایمان آورد.
در روز پس از آن، نجات‌یافتگان به سوی جنوب رهسپار می‌شوند، برک (با بازی نونسو آنوزی) بر اثر کمبود اکسیژن (هیپوکسی) دچار هذیان‌گویی می‌شود و گروه با افروختن آتشی توقف می‌کنند. آنان باز به گفتگو می‌نشینند و از دلبستگی‌هایشان سخن می‌گویند، از جمله اتوی از پدر الکلی‌اش می‌گوید و شعری که او گفته و به دیوار آویخته بود.

که متن شعر اینگونه بود 
Into the last good fight I'll ever know.

Live and die on this day...

در بامداد روز بعد، گروه درمی‌یابند که برک از سرما یخ‌ زده‌ است. بازماندگان به راهپیمایی ادامه می‌دهند تا اینکه صدای رودی را می‌شوند؛ آنان از پی صدا می‌روند و به پرتگاهی می‌رسند. تصمیم می‌گیرند از پرتگاه به سوی درختان پایین آن با کشیدن ریسمانی حرکت کنند. هندریک (با بازی دالاس رابرتز) داوطلبانه از پرتگاه به سوی درختان می‌پرد و طنابی که متشکل از چند پارچه‌ی گره‌خورده‌ است را به آن‌طرف درختان وصل می‌سازد. بازماندگان گروه یکی‌یکی خود را به آنجا می‌رسانند، ولی تااگت (با بازی درمت ملرنی) -که دستش آسیب‌دیده و از ارتفاع هم می‌ترسد-نمی‌تواند عبور کند، ریسمان پاره‌ شده و وی را به درخت می‌کوبد. پیکر نیمه‌جان او به پایین می‌افتد و گرگ‌ها او را می‌برند. دیاز (با بازی فرانک گریلو) هنگامی که برای نجات او می‌شتابد از درخت می‌افتد و پایش آسیب می‌بیند.
سه تن بازمانده به راه خود ادامه می‌دهند. دیاز آسیب‌دیده از ادامه‌ی راه باز می‌ماند. هندریک و اتوی مسیر را ادامه می‌دهند، در میانه‌ی راه گرگ‌ها به این دو می‌تازند، هندریک در هنگام فرار به رودی خروشان می‌افتد و در کشاکش با رود پایش در زیر آب در جایی گیر می‌کند، اتوی نمی‌تواند وی را بیرون بکِشد و هندریک در آب خفه می‌شود.
در ادامه اتوی تنها، از خدا درخواست معجزه‌ای می‌کند، ولی سپس می‌گوید که خود باید کاری کند. به زودی گله‌ی گرگ‌ها او را محاصره می‌کنند و گرگ آلفا- گرگ رهبر گله- به قصد دریدن او جلو می‌رود. اتوی چند بطری الکل کوچک را با یک نوار تیپ به دور دست چپش می‌پیچد و بطری‌ها را با سنگی می‌شکند تا به صورت پنجه‌بکسی درآید و کاردی را در دست چپ می‌گیرد و با زمزمه‌ی شعر پدرش برای نبرد با گرگ آماده می‌شود.
صحنه‌ی واپسین فیلم پس از عوان بندی پایانی فیلم، سر اتوی را خوابیده بر تن در حال جان کندن گرگ نشان می‌دهد.